# Tinette Homberg
Maria Catherina Jacobe „Tinette“ Homberg (* 16. September 1797 in Eupen; † 22. August 1877 in Düsseldorf) war eine deutsche Frauenrechtlerin, Schriftstellerin, Lehrerin und Erzieherin.

## Leben
Ihr Vater war Besitzer einer Tuchfabrik. Tinette Homberg ließ sich zur Lehrerin ausbilden, nachdem das Geschäft ihres Vaters infolge der Wirren der Franzosenzeit insolvent wurde. 1815 erhielt sie eine Stelle in einem Mädcheninstitut, auf der sie bis 1824 blieb. Dann ging sie für zwei Jahre als Erzieherin zu einer Familie nach Holland. Mit der finanziellen Hilfe dieser Familie gründete sie 1827 in der Reckenburg bei Emmerich, zwei Jahre später in Krefeld eigene Erziehungsanstalten. Im Jahr 1835 löste sie die Krefelder Anstalt wieder auf. In einem 1845 veröffentlichten Aufruf forderte sie eine moderne Waisenerziehung im Sinne Pestalozzis, die aus den „an Menschen oft so vollgepropften und an Liebe meist so leeren Waisen-Casernen“ in „familienartige Verhältnisse“ verlagert werden müsste. Homberg wirkte seit 1835 nur noch als Schriftstellerin und Übersetzerin in Emmerich und seit 1849 in Düsseldorf. Hier und im benachbarten Duisburg, ebenso in Elberfeld und Aachen hielt sie auch Vorlesungen über Ästhetik und Literatur für weibliches Publikum.

## Familie
Tinette Homberg blieb zeitlebens unverheiratet. Sie hatte einen jüngeren Bruder Zacharias Eduard Homberg (um 1802–1857), der als Kaufmann nach Sankt Petersburg ging und am 28. Februar 1845 Emilie, geb. Schütt, ehelichte, und eine unverheiratete Schwester, Albertine Homberg in Kleve (um 1803–1864).

## Werke
- Christliche Ermunterungen. Allen Gebildetern des weiblichen Geschlechts. Bädeker, Essen 1828.
- Ueber die sogenannte Emancipation der Frauen. Nebst einigen fragmentarischen Ideen über die dem weiblichen Geschlecht zu gebende Bildung. Ein Wort an alle Edelgesinnten des männlichen und weiblichen Geschlechts. Funcke, Krefeld 1839 (Digitalisat der Universitäts- und Landesbibliothek Düsseldorf)
- Antigone. Eine sittlich-ästhetische Abhandlung für das Weibliche Geschlecht. F. Char, Cleve und Essen 1839. (Digitalisat)
- Biographien berühmter Griechen. In genauer Verbindung mit der gleichzeitigen Geschichte Griechenlands dargestellt nebst ausführlichen Nachrichten über Erziehung, häusliches Leben, Stellung der Frauen, Sitten, Poesie, Kunst usw. bei den Griechen. 2 Bände. (1. Band: Jonier. 2. Band: Dorier. Aeolier, Achäer.) Funcke, Krefeld 1840.
- Gedanken über Erziehung und Unterricht, besonders des weiblichen Geschlechts, und über weibliche Erziehungsanstalten. Nebst drei Anhängen: 1. Zur Widerlegung der Schrift des Herrn J[ohann] H[einrich] Schulz. 2. Ueber die Nachtheile des zu vielen und zu frühen Romanlesens. 2. Ueber den sittlichen Einfluß des Schönen. Mit einem Vorwort von Dr. F[riedrich] A[doplh] W[ilhelm] Diesterweg. Enslin, Berlin 1845. (Digitalisat)
- Erzählungen aus der Geschichte der Menschen. 1846.[10]
- (Mitarbeit) Heinrich Pestalozzi. Vorträge und Reden, zur Frauen-Feier seines hundertjährigen Geburtstages am 25. Januar 1846 in Berlin. Enslin, Berlin 1846.
- Griechische Heroensagen. Für die Jugend erzählt. Hinrichs, Leipzig 1847.
- Der Cid. Eine Heldengeschichte. Nach alten spanischen Romanzen für Jung und Alt. Langewiesche, Barmen 1850.
- Geschichte der schönen Litteratur der Deutschen für Frauen. Scheller, Düsseldorf 1853. (Digitalisat)
- Gedanken über das wahre Glück. Grote, Berlin 1869.
- Auch noch ein Beitrag zur heutigen Frauenfrage. Wigand, Leipzig 1872. (Digitalisat)

## Übersetzungen
- Mrs. S. C. Hall (d. i. Anna Maria Hall, geb. Fielding, Ehefrau von Samuel Carter Hall): Irländische Erzählungen. Aus dem Englischen übersetzt von Tinette Homberg. Hellraeth, Rees 1841
- Leben Gustavs II. Adolfs, Königs von Schweden. Aus dem Schwedischen des And. Fryxell nach der zweiten Auflage übersetzt und mit den nöthigen Anmerkungen versehen von T. Homberg. Hinrichs, Leipzig 1842. (Digitalisat Teil 1), (Teil 2)
- Erzählungen aus der schwedischen Geschichte. Aus dem Schwedischen des Anders Fryxell übersetzt. 2 Bände. Stockholm/Leipzig 1843.
- Andreas Fryxell: Akademische Schul- und Kirchliche Reden von Esaias Tegnér, dem Dichter der Frithjofssage. 1844.[11]
- Helene Cameron. Eine Erzählung für die Jugend. Aus dem Englischen nach Emily Rankin übersetzt von Tinette Homberg. Schüller, Krefeld 1844 (Digitalisat bei Staatsbibliothek Berlin).